# إدوين تي ميريديث
ادوين T. ميريديث (بالإنجليزية: Edwin T. Meredith) (و. 1876 – 1928 م) هو سياسي من الولايات المتحدة الأمريكية ولد في أفوكا.